# Red Hat Linux
 (novembre 2020).
Si vous disposez d'ouvrages ou d'articles de référence ou si vous connaissez des sites web de qualité traitant du thème abordé ici, merci de compléter l'article en donnant les références utiles à sa vérifiabilité et en les liant à la section « Notes et références ».
Pour les articles homonymes, voir Red hat.
Red Hat Linux est une distribution Linux : les premières versions sont sorties en 1994.
Red Hat est également l'inventeur du système de gestion de paquets RPM (Red Hat Package Manager en 1995 avec Red Hat Linux 2.0), repris par la suite par de nombreuses autres distributions, telles que SuSE, Mandriva, ou encore Yellow Dog.
Après Red Hat Linux 9 (RHL9, en 2003), Red Hat a confié la responsabilité de sa distribution communautaire au projet Fedora qui depuis propose une distribution nommée Fedora Core devenue Fedora depuis la septième version (développée avec le soutien de Red Hat). Le projet Fedora est ainsi devenu le bouillon de culture des distributions Entreprise de Red Hat (Red Hat Enterprise Linux). 389 Directory Server, anciennement nommé Fedora Directory Server, est un serveur LDAP développé par Red Hat, au sein du projet communautaire Fedora. Pour cette raison, 389 Directory Server est identique au serveur d'annuaire commercialisé par Red Hat, nommé Red Hat Directory Server.

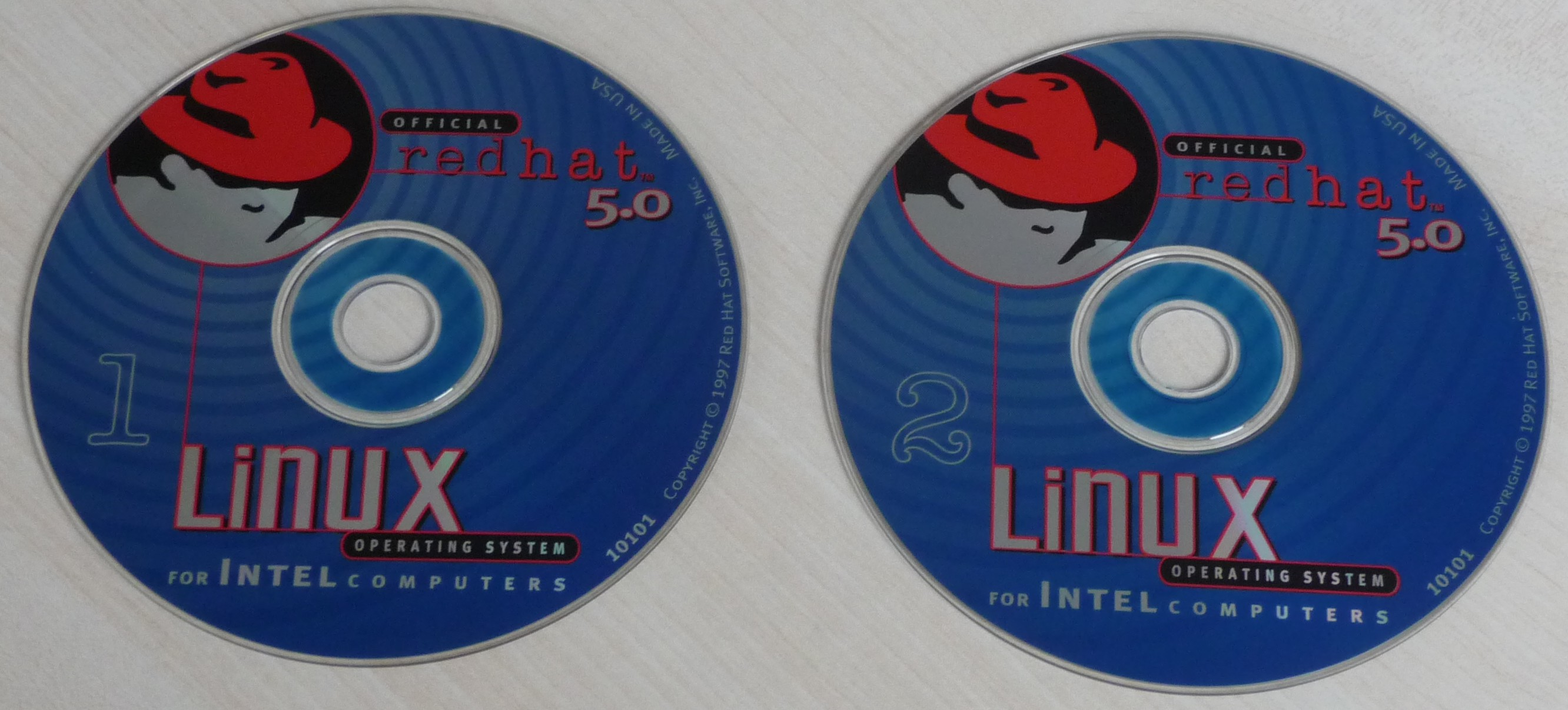
CDROM de Red Hat 5.0

| Nom              | Version             | Date              | Notes                                 |
| ---------------- | ------------------- | ----------------- | ------------------------------------- |
| Mother's Day     | Red Hat Linux 1.0   | 3 novembre 1994   |                                       |
| Mother's Day+0.1 | Red Hat Linux 1.1   | 1er août 1995     |                                       |
|                  | Red Hat Linux 2.0   | 20 septembre 1995 |                                       |
|                  | Red Hat Linux 2.1   | 23 novembre 1995  |                                       |
| Picasso          | Red Hat Linux 3.0.3 | 1er mai 1996      | Première version supportant DEC Alpha |
| Colgate          | Red Hat Linux 4.0   | 8 octobre 1996    | Première version supportant SPARC     |
| Vanderbilt       | Red Hat Linux 4.1   | 3 février 1997    |                                       |
| Biltmore         | Red Hat Linux 4.2   | 19 mai 1997       |                                       |
| Hurricane        | Red Hat Linux 5.0   | 1er décembre 1997 |                                       |
| Manhattan        | Red Hat Linux 5.1   | 22 mai 1998       |                                       |
| Apollo           | Red Hat Linux 5.2   | 2 novembre 1998   |                                       |
| Hedwig           | Red Hat Linux 6.0   | 26 avril 1999     |                                       |
| Cartman          | Red Hat Linux 6.1   | 4 octobre 1999    |                                       |
| Zoot             | Red Hat Linux 6.2   | 3 avril 2000      |                                       |
| Guinness         | Red Hat Linux 7     | 25 septembre 2000 | Le numéro est "7" et non pas "7.0"    |
| Seawolf          | Red Hat Linux 7.1   | 16 avril 2001     |                                       |
| Enigma           | Red Hat Linux 7.2   | 22 octobre 2001   |                                       |
| Valhalla         | Red Hat Linux 7.3   | 6 mai 2002        |                                       |
| Psyche           | Red Hat Linux 8.0   | 30 septembre 2002 |                                       |
| Shrike           | Red Hat Linux 9     | 31 mars 2003      | Le numéro est "9" et non pas "9.0"    |

## Distributions dérivées de Red Hat
Il y a eu des  distributions dérivées de Red Hat dont certaines ont été abandonnées comme Linux XP.
- Aurox
- CentOS
- Mageia

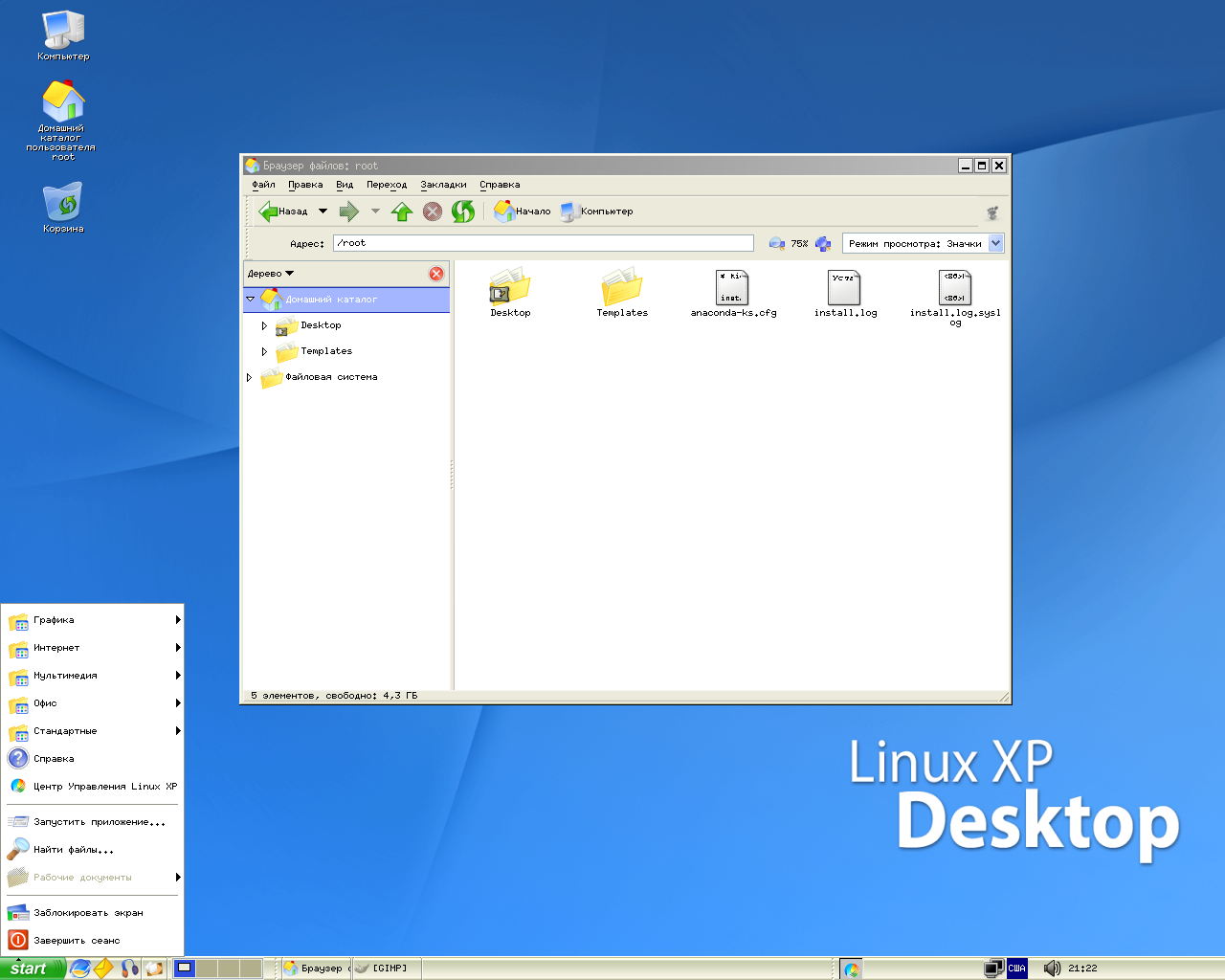
Capture d'écran de Linux XP en 2006

CentOS (Community enterprise Operating System) est une distribution GNU/Linux principalement destinée aux serveurs. Tous ses paquets, à l'exception du logo, sont des paquets compilés à partir des sources de la distribution RHEL (Red Hat Enterprise Linux), éditée par la société Red Hat.
SME Server est une distribution Linux permettant de créer une passerelle sous Linux afin de partager une connexion Internet (ADSL, réseau câblé ou même réseau commuté) sur un réseau local privé (LAN).
SME Server v7.1 est une distribution Linux basée sur CentOS 4.4, clone GPL de RedHat Enterprise Linux version 4 (RHEL 4).
- Linux XP :

Linux XP était une distribution Linux basée sur Red Hat et payante visant les utilisateurs de Windows pour une migration progressive vers Linux. Cette distribution était développée par Trustverse en  Open source avec une interface graphique GNOME. Une des dernières versions a été Trustverse Desktop 4.0 RC1 (build 31) en 2009 pour la plate-forme i386.
1. 1 2  « https://fedoraproject.org/wiki/History_of_Red_Hat_Linux?rd=History#Abstract » (consulté le 16 mars 2025)